# Motins evangélicos

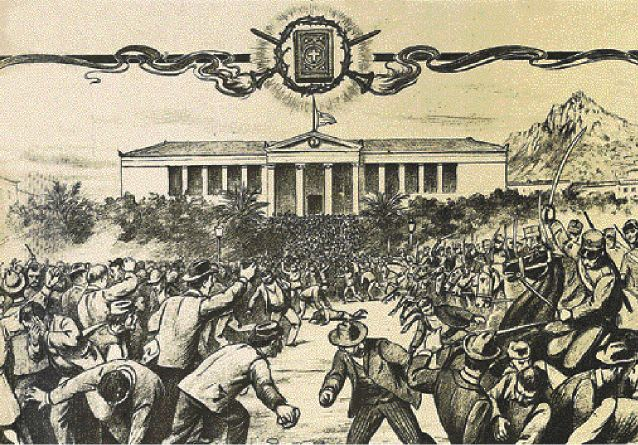
Confrontos fora da Universidade na Quinta-Feira Negra

Os motins evangélicos (em grego:  Ευαγγελικά, Evangelika), ocorridos nas ruas de Atenas em novembro de 1901, foram principalmente um protesto contra a publicação no jornal Akropolis de uma tradução para o grego moderno falado do Evangelho de Mateus, embora outros motivos também desempenhou um papel. A desordem atingiu o clímax em 8 de novembro, "Quinta-feira Negra", quando oito manifestantes foram mortos.

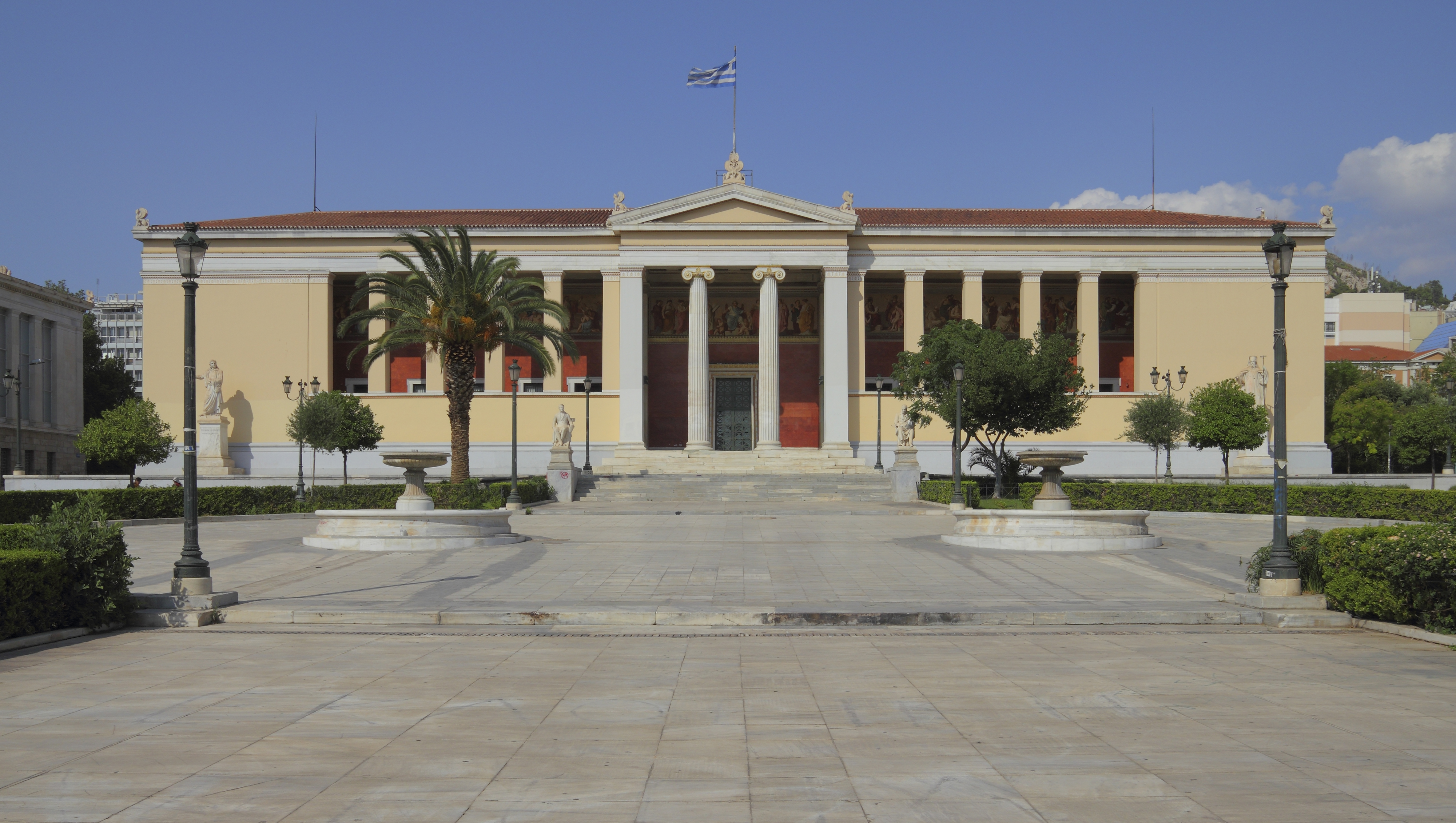
A mesma cena em 2013

No rescaldo da violência, a Igreja Ortodoxa Grega reagiu proibindo qualquer tradução da Bíblia para qualquer forma de grego demótico moderno e proibindo o emprego de professores demóticos, não apenas na Grécia, mas em qualquer parte do Império Otomano.
Os motins marcaram uma viragem na história da questão da língua grega e o início de um longo período de amargo antagonismo entre a Igreja Ortodoxa e o movimento demótico.